# Hybridkat
En hybridkat er en krydsning (en hybrid) mellem to forskellige arter af kattedyr, f.eks. en løve og en tiger.
Hybridkatte forekommer oftest blandt fire af arterne i slægten Panthera (løve, tiger, jaguar og leopard). Disse katte tilhører underfamilien Pantherinae (de store katte).
De hybride hanner er altid sterile, mens de hybride hunner oftest er fertile.

## Tabel
Sådanne krydsninger betegnes ofte med såkaldte portmanteaunavne. Enkelte af pantherahybriderne har flere navne.
| Pantherahybrider | Løvinde         | Tiger        | Jaguar         | Leopard                    |
| Løve             | (alm. Løve)     | Liger        | Liguar         | Liard, Lipard              |
| Tiger            | Tigon/Tiglon    | (alm. Tiger) | Tiguar         | Tigard                     |
| Jaguar           | Jaglion, Jaguon | Tiguar       | (alm. Jaguar)  | Jagupard, Jagulep, Jagleop |
| Leopard          | Leopon          | Dogla        | Leguar, Lepjag | (alm. Leopard)             |

## Eksterne kilder og henvisninger
- Hybrid & mutant animals. Information om hybrider i kattefamilien